# Кокс, Джон Эдмунд
Джон Эдмунд Кокс (англ. John Edmund Cox; 1812–1890) — английский богослов.
Был председателем «Poor Clergy Relief Society», затем капелланом при главной масонской ложе в Англии. Из его сочинений известны: «Principles of the Reformation»; «The old constitutions of the order» (о масонстве) и др.